# VM i ishockey 1950
Verdensmesterskabet i ishockey 1950 var det 17. VM i ishockey gennem tiden, arrangeret af IIHF. For de europæiske hold gjaldt mesterskabet samtidig som det 28. europamesterskab. Turneringen blev spillet i London, Storbritannien i perioden 13. – 22. marts 1950.
Ni hold deltog i mesterskabet. Først blev der spillet en indledende runde i tre grupper, hvorfra de to bedste i hver gruppe gik videre til finalerunden om 1.-6.pladsen, mens de sidste tre hold spillede videre i placeringsrunden om 7.-9.pladsen
Canada vandt suverænt VM for 13. gang foran USA og Schweiz. Som bedste europæiske nation, vandt Schweiz EM-titlen for fjerde gang. Holdene drog fordel af, at den forsvarende verdensmester, Tjekkoslovakiet, ikke stillede op.

## Resultater

### Indledende runde
De 9 hold var inddelt i tre grupper. De to bedste fra hver gruppe gik videre til finalerunden, mens treerne fortsatte i placeringsrunden.

#### Gruppe A
| Dato  | Kamp                      | Res. | Perioder      |
| ----- | ------------------------- | ---- | ------------- |
| 13.3. | Storbritannien - Frankrig | 9-0  | 4-0, 3-0, 2-0 |
| 14.3. | Norge - Frankrig          | 11-0 | 7-0, 2-0, 2-0 |
| 15.3. | Storbritannien - Norge    | 2-0  | 0-0, 0-0, 2-0 |

| Gruppe A       | Kampe | Mål  | Point |
| -------------- | ----- | ---- | ----- |
| Storbritannien | 2     | 11-0 | 4     |
| Norge          | 2     | 11-2 | 2     |
| Frankrig       | 2     | 0-20 | 0     |

#### Gruppe B
| Dato  | Kamp              | Res. | Perioder        |
| ----- | ----------------- | ---- | --------------- |
| 13.3. | Schweiz - Belgien | 24-3 | 5-1, 7-1, 12-1  |
| 14.3. | Canada - Schweiz  | 13-2 | 5-1, 4-1, 4-0   |
| 15.3. | Canada - Belgien  | 33-0 | 14-0, 10-0, 9-0 |

| Gruppe B | Kampe | Mål   | Point |
| -------- | ----- | ----- | ----- |
| Canada   | 2     | 46-2  | 4     |
| Schweiz  | 2     | 26-16 | 2     |
| Belgien  | 2     | 3-57  | 0     |

#### Gruppe C
| Dato  | Kamp              | Res. | Perioder      |
| ----- | ----------------- | ---- | ------------- |
| 13.3. | Sverige - USA     | 8-3  | 5-2, 0-0, 3-1 |
| 14.3. | Sverige - Holland | 10-0 | 3-0, 1-0, 6-0 |
| 15.3. | USA - Holland     | 17-1 | ?             |

| Gruppe C | Kampe | Mål  | Point |
| -------- | ----- | ---- | ----- |
| Sverige  | 2     | 18-3 | 4     |
| USA      | 2     | 20-9 | 2     |
| Holland  | 2     | 1-27 | 0     |

### Placeringsrunde
De tre hold, der ikke nåede finalerunden, spillede om placeringerne 7-9.
| Dato  | Kamp               | Res. | Perioder      |
| ----- | ------------------ | ---- | ------------- |
| 20.3. | Belgien - Frankrig | 7-1  | 3-0, 1-0, 3-1 |
| 21.3. | Holland - Frankrig | 4-2  | 1-0, 3-1, 0-1 |
| 22.3. | Belgien - Holland  | 4-2  | 2-1, 1-0, 1-1 |

| Placeringsrunde | Kampe | Mål  | Point |
| --------------- | ----- | ---- | ----- |
| Belgien         | 2     | 11-3 | 4     |
| Holland         | 2     | 6-6  | 2     |
| Frankrig        | 2     | 3-11 | 0     |

### Finalerunde
De to bedste fra hver indledende gruppe gik videre til finalerunden, hvor der blev spillet om placeringerne 1-6.
| Dato  | Kamp                     | Res. | Perioder      |
| ----- | ------------------------ | ---- | ------------- |
| 17.3. | Storbritannien - Norge   | 4-3  | 1-0, 2-2, 1-1 |
| 17.3. | Canada - Schweiz         | 11-1 | 2-0, 3-1, 6-0 |
| 17.3. | Sverige - USA            | 2-4  | 1-0, 1-2, 0-2 |
| 18.3. | Schweiz - Norge          | 12-4 | 3-3, 6-0, 3-1 |
| 18.3. | Canada - USA             | 5-0  | 0-0, 1-0, 4-0 |
| 18.3. | Storbritannien - Sverige | 5-4  | 0-0, 1-2, 4-2 |
| 20.3. | Storbritannien - USA     | 2-3  | 2-1, 0-0, 0-2 |
| 20.3. | Canada - Norge           | 11-1 | 3-0, 4-1, 4-0 |
| 20.3. | Sverige - Schweiz        | 2-3  | 2-1, 0-0, 0-2 |
| 21.3. | USA - Schweiz            | 10-5 | 3-0, 1-3, 6-2 |
| 21.3. | Sverige - Norge          | 6-1  | 2-0, 3-0, 1-1 |
| 21.3. | Storbritannien - Canada  | 0-12 | 0-5, 0-3, 0-4 |
| 22.3. | USA - Norge              | 12-6 | 5-0, 4-3, 3-3 |
| 22.3. | Storbritannien - Schweiz | 3-10 | 1-4, 2-3, 0-3 |
| 22.3. | Canada - Sverige         | 3-1  | 1-0, 2-0, 0-1 |

| Slutstilling   | Kampe | Mål   | Point |
| -------------- | ----- | ----- | ----- |
| Canada         | 5     | 42-3  | 10    |
| USA            | 5     | 29-20 | 8     |
| Schweiz        | 5     | 31-30 | 6     |
| Storbritannien | 5     | 14-32 | 4     |
| Sverige        | 5     | 15-16 | 2     |
| Norge          | 5     | 15-45 | 0     |

## Samlet rangering
| VM 1950 | VM 1950        |
| ------- | -------------- |
| Guld    | Canada         |
| Sølv    | USA            |
| Bronze  | Schweiz        |
| 4.      | Storbritannien |
| 5.      | Sverige        |
| 6.      | Norge          |
| 7.      | Belgien        |
| 8.      | Holland        |
| 9.      | Frankrig       |

| EM 1950 | EM 1950        |
| ------- | -------------- |
| Guld    | Schweiz        |
| Sølv    | Storbritannien |
| Bronze  | Sverige        |
| 4.      | Norge          |
| 5.      | Belgien        |
| 6.      | Holland        |
| 7.      | Frankrig       |